# Predrag Sikimić
Predrag Sikimić (ur. 29 sierpnia 1982) – serbski piłkarz, występujący na pozycji napastnika, zawodnik FK Crvena zvezda.

## Kariera
Predrag Sikimić swoją profesjonalną karierę zaczynał w swoim rodzinnym mieście, w klubie FK Smederevo grając tam przez jeden rok. W następnym sezonie występował w barwach Lierse SK. 2 lata później występował znów w Serbii, a dokładnie w FK Rad. Później przeniósł się do UT Arad. Po 2 latach gry w tym klubie, wrócił do Serbii. Trafił do Vojvodiny Nowy Sad, po 1 sezonie został sprzedany do Amkara Perm. W latach 2010–2011 grał w Uralu Jekaterynburg. Następnie występował w takich klubach jak: Radnički Kragujevac, FK Smederevo, Aiginiakos F.C., AO Kerkira, Singhtarua i FK Voždovac. W 2015 trafił do FK Crvena zvezda.

## Sukcesy
- 4. miejsce w Rosyjskiej Premier Lidze:

2008
- Finalista Pucharu Rosji:

2008